# Sergiusz (Ziat´kow)
Sergiusz, imię świeckie Siergiej Anatoljewicz Ziat´kow (ur. 15 lutego 1967 w Drozdowie) – rosyjski biskup prawosławny.

## Życiorys
Pochodzi z rodziny robotniczej. W wieku siedemnastu lat został jednym z hipodiakonów arcybiskupa smoleńskiego i wiaziemskiego Teodozjusza. W latach 1985–1987 odbywał zasadniczą służbę wojskową. Po jej zakończeniu wrócił do Smoleńska i w kwietniu 1988 złożył przed nowym biskupem smoleńskim Cyryla śluby mnisze w riasofor, otrzymując imię zakonne Sergiusz. 28 sierpnia 1988 arcybiskup Cyryl wyświęcił go na hierodiakona, zaś 14 października tego samego roku – na hieromnicha. Od tego samego miesiąca służył w cerkwi Opieki Matki Bożej w Diemidowie, zaś od grudnia 1991 był dziekanem dekanatu diemidowskiego. 23 kwietnia 1992 metropolita smoleński i kaliningradzki Cyryl przyjął od niego wieczyste śluby mnisze, nie nadając mu nowego imienia mniszego.
Od września 1995 był proboszczem parafii Przemienienia Pańskiego w Rosławiu oraz dziekanem dekanatu rosławskiego. W tym samym roku ukończył w trybie zaocznym seminarium duchowne w Moskwie, zaś w kwietniu 1996 otrzymał godność ihumena, po czym we wrześniu tego samego roku został przełożonym monasteru Przemienienia Pańskiego w Rosławiu. W latach 1999–2001 był proboszczem parafii św. Zinaidy w Rio de Janeiro. Następnie wrócił do Rosławia i ponownie został przełożonym wspólnoty Przemienienia Pańskiego, a równocześnie także dyrektorem prawosławnego gimnazjum nr 2 (był nim do 2014), od 2002 – proboszczem parafii św. Stefana Permskiego w Diesnogorsku (placówki filialnej rosławskiego klasztoru), zaś od 2003 – dziekanem dekanatu rosławskiego, którym pozostawał do 2012. W 2007 otrzymał godność archimandryty. W 2013 ukończył studia prawnicze w filii Moskiewskiego Instytutu Zarządzania i Prawa. Od roku następnego był przewodniczącym eparchialnej komisji ds. monasterów.
5 maja 2015 został nominowany na pierwszego biskupa nowo utworzonej eparchii wiaziemskiej. Jego chirotonia biskupia odbyła się 21 maja tego samego roku w soborze Wniebowstąpienia Pańskiego w Uljanowsku pod przewodnictwem patriarchy moskiewskiego i całej Rusi Cyryla.
W 2024 r. został przeniesiony na katedrę noworosyjską.